# Saddam Sarband
Saddam Sarband (tadż. Клуби футболи «Саддам» Сарбанд) – tadżycki klub piłkarski, mający siedzibę w mieście Sarband, na zachodzie kraju.

## Historia
Chronologia nazw:
- 1995: Saddam-Fajzali Kalininabad (ros. «Саддам-Файзали» Калининабад)
- 1996: Saddam-Fajzali Sarband (ros. «Саддам-Файзали» Сарбанд)
- 1998: Saddam Sarband (ros. «Саддам» Сарбанд)

Piłkarski klub Saddam-Fajzali został założony w miejscowości Kalininabad w 1995 roku. W 1996 po zmianie nazwy miasta na Sarband klub przyjął nazwę Saddam-Fajzali Sarband i debiutował w rozgrywkach Wyższej Ligi Tadżykistanu. W debiutanckim sezonie zespół zajął 10. miejsce w końcowej klasyfikacji. Pierwszy sukces przyszedł w 1998, kiedy to zespół po skróceniu nazwy na Saddam Sarband zdobył brązowe medale mistrzostw. W sezonie 2000 klub został wykluczony z ligi tuż przed startem tego sezonu z powodu niezapłacenia grzywny. Jego miejsce w lidze zajął klub Umed Duszanbe.

## Sukcesy

### Trofea międzynarodowe
Nie uczestniczył w rozgrywkach azjatyckich (stan na 31-12-2015).

### Trofea krajowe
Tadżykistan
| \| \| Zdobyte trofea w rozgrywkach Tadżykistanu (stan na: 31-12-2015) \| |                                                                 |      |          |
| Rozgrywki                                                                | Osiągnięcie                                                     | Razy | Sezon(y) |
| Mistrzostwo                                                              | I miejsce                                                       | 0    |          |
| Mistrzostwo                                                              | II miejsce                                                      | 0    |          |
| Mistrzostwo                                                              | III miejsce                                                     | 1    | 1998     |
| Puchar                                                                   | zdobywca                                                        | 0    |          |
| Puchar                                                                   | finalista                                                       | 0    |          |
| Puchar                                                                   | ćwierćfinalista                                                 |      | 1997     |
| II liga                                                                  | I miejsce                                                       | 0    |          |
| II liga                                                                  | II miejsce                                                      | 0    |          |
| II liga                                                                  | III miejsce                                                     | 0    |          |
| Tadżykistan                                                              | Zdobyte trofea w rozgrywkach Tadżykistanu (stan na: 31-12-2015) |      |          |

## Stadion
Klub rozgrywa swoje mecze domowe na stadionie Centralnym w Sarbandzie, który może pomieścić 1 000 widzów.

## Piłkarze
Znani piłkarze:
- Gajrat Mirahmedow
- Kamoldżon Ortikow
- Nazir Rizomow